# Fomalhaut
Fomalhaut, cũng được định danh là Alpha Piscis Austrini (α Piscis Austrini, viết tắt Alpha PsA, α PsA) là ngôi sao sáng nhất của chòm sao Nam Ngư và là một trong những ngôi sao sáng nhất trên bầu trời đêm. Nó là một ngôi sao lớp A trên dải chính cách khoảng 25 năm ánh sáng (7,7 pc) từ Mặt Trời theo đo đạc từ vệ tinh thiên văn Hipparcos. Từ năm 1943, quang phổ của ngôi sao này được sử dụng để làm một trong những điểm chuẩn mà những ngôi sao khác dựa vào đó để được phân loại.
| Thiên thể đồng hành (thứ tự từ ngôi sao ra) | Khối lượng                   | Bán trục lớn (AU)            | Chu kỳ quỹ đạo (year)        | Độ lệch tâm                  | Độ nghiêng | Bán kính |
| ------------------------------------------- | ---------------------------- | ---------------------------- | ---------------------------- | ---------------------------- | ---------- | -------- |
| Inner hot disk                              | 0.08–0.11 AU                 | 0.08–0.11 AU                 | 0.08–0.11 AU                 | 0.08–0.11 AU                 | —          | —        |
| Outer hot disk                              | 0.21–0.62 AU or 0.88–1.08 AU | 0.21–0.62 AU or 0.88–1.08 AU | 0.21–0.62 AU or 0.88–1.08 AU | 0.21–0.62 AU or 0.88–1.08 AU | —          | —        |
| 10 AU belt                                  | 8–12 AU                      | 8–12 AU                      | 8–12 AU                      | 8–12 AU                      | —          | —        |
| Interbelt dust disk                         | 35–133 AU                    | 35–133 AU                    | 35–133 AU                    | 35–133 AU                    | —          | —        |
| Main belt                                   | 133–158 AU                   | 133–158 AU                   | 133–158 AU                   | 133–158 AU                   | −66.1°     | —        |
| Main belt outer halo                        | 158–209 AU                   | 158–209 AU                   | 158–209 AU                   | 158–209 AU                   | —          | —        |